# Palaeoctonus
Palaeoctonus (лат.) — вымерший род архозавров (возможно, фитозавров), известный только по отдельным зубам. Название вида происходит от др.-греч. palaios — древний, и др.-греч. ktonos — убийца. Считается, что этот род процветал в верхнем триасовом периоде.

## Характеристики
Как и другие фитозавры, Palaeoctonus хорошо приспособлен к водной жизни, а его ноги изменились, став перепончатыми, что позволило ему приспособиться к плаванию. Предполагается, что спину покрывала толстая кожа, а задние конечности были длиннее передних. В челюстях Palaeoctonus было от 15 до 25 зубов в форме клыков, и предполагается, что они использовались для захвата добычи или для её разрывания и проглатывания. Предполагается, что животное являлось всеядным архозавром: питалось как рыбой и ракообразными, так и папоротниками, существовавшими в то время.